# Ярослав Копейтко
Ярослав Копейтко (чеськ. Jaroslav Kopejtko, 1892—1953), також відомий як Прокоп — чеський футболіст, що грав на позиції нападника, природжений бомбардир. Найбільше відомий виступами в складі клубу «Вікторія» (Жижков), триразовий володар кубка милосердя.

## Клубна кар'єра
У чотирнадцять років став співзасновником спортивного клубу «Вікторія Летна». Виступав також в командах СК «Бубенеч» і СК «Летна», після чого приєднався до команди «Олімпія Прага VII». В 1911 році недовго грав у складі «Спарти», після чого повернувся до «Олімпії».
До «Вікторія» (Жижков) перейшов в 1912 році. Клуб із празького передмістя зібрав дуже сильний склад, щоб кинути виклик «Славії» і «Спарті». Провідними гравцями команди були воротар Вацлав Клапка, захисники Густав Звелебіл і Карел Стейнер, півзахисники Карел Коваржович і Франтішек Фіхта, форварди Мирослав Широкий, Ярослав Мисік, Антонін Бребурда та інші. Прокоп вписався в команду і відразу почав багато забивати. 1913 рік став дуже успішним для «Вікторії». Клуб зіграв 52 матчі (40 виграшів, 3 нічиї, 9 поразок) і продемонстрував різницю м'ячів 241:46, 75 голів забив Копейтко-Прокоп і 73 Мисік. Саме ці два футболісти відзначились голами у фіналі кубка милосердя 1913 року, де «Вікторія» перемогла «Славію» з рахунком 2:0. Через рік ці ж команди знову зійшлись у фіналі кубка. З рахунком 1:0 знову перемогла «Вікторія», а єдиний гол на 27-й хвилині забив Прокоп.  
Через початок Першої світової війни, чемпіонат Богемії 1914 року відмінили, ряд футболістів одразу потрапили під мобілізацію. Але товариські матчі команди продовжили проводити, хоч і мали кадрові проблеми. В жовтні 1914 року Прокоп разом з партнерами по «Вікторії» Стейнером і Фіхтою підсилили «Славію» в матчі з «Вієнною», що завершився перемогою гостей з Чехії з рахунком 7:0. Ярослав забив два голи, також забивали легенди «Славії» Ян Кошек і Йозеф Бєлка, а також гравець хокейної команди клубу Ярослав Їрковський, котрий ще в 1911 році завершив активну футбольну кар'єру. Через тиждень уже «Вікторія» обіграла «Вієнну» з рахунком 4:2, а Прокоп забив три голи.
З початком війни 150 членів клубу «Вікторії» пішли до війська. Гравці Прокоп, Бребурда і Мюттермюллер служили в 28-му піхотному полку в угорському Сегеді, де паралельно грали в місцевій футбольній команді. В 1916 році Прокоп повернувся з фронту і знову виступав за «Вікторію». Зіграв у фіналі кубка милосердя, де суттєво оновлений склад «Вікторії» переміг з рахунком 3:0 «Спарту», а Ярослав забив один з голів. В грудні 1916 року «Вікторія» у Відні взяла участь у турнірі з сильними місцевими командами і посіла друге місце. Команда двічі зіграла внічию з однаковим рахунком 2:2 з командами «Рапід» і «Вінер АФ», а також перемогла 2:1 ВАК. Прокоп забив по голу у кожному з цих матчів.
Через війну з кожним роком все менше проводилось матчів. «Вікторія» на початку 1917 року почувалась відносно непогано, адже клуб поповнили ряд колишніх футболістів «Спарти»: Буріан, Шроубек, Шпіндлер і Райзенцан. Сильним підсиленням став Йозеф Седлачек з «Олімпії», який отримав дуже важкі поранення на війні, але повернувся у футбол. Клуб провів декілька успішних матчів проти місцевих команд, грав проти угорських МТК (1:2) і «Тереквеша» (2:2). Прокоп у 1917 році також грав у «Славії». Принаймні, відома його участь у серпневому поєдинку проти віденського «Слована», в якому Ярослав забив чотири голи, а його команда перемогла з рахунком 9:1. Можливо, це було одноразове запрошення футболіста для підсилення складу.
Незабаром Прокоп опинився на фронті і потрапив у російський полон. Повернувся до «Вікторії» навесні 1918 року. Але надовго не затримався і перейшов у австрійський «Слован». Цей клуб у свій час був створений чеською громадою Відня і в його складі регулярно виступали чеські футболісти. Перехід відбувся без згоди «Вікторії» і Чеської футбольної федерації, через що Прокоп отримав довічну дискваліфікацію на батьківщині. За «Слован» Ярослав зіграв 57 матчів і забив 113 голів. Клуб виступав у другому дивізіоні австрійського чемпіонату. Серед відомих протоколів матчів, у яких виступав нападник, можна відмітити товариський матч 1918 року проти угорського «Пожоньї» (5:1), в якому Прокоп забив три голи, а також поєдинок 2 раунду Кубка Австрії проти «Адміри» (9:1) з чотирма голами чеського нападника. Наступним клубом Прокопа в 1919 році став «Тепліцер», чеський клуб з Судетської області, що підпорядковувався Німецькому футбольному союзу. Партнером Ярослава в лінії нападу клуба був відомий футболіст, хокеїст і тенісист Карел Кожелуг. В травні 1920 року Прокоп забив чотири голи в ворота австрійської «Вієнни» в товариському матчі, що завершився перемогою «Тепліцера» з рахунком 5:1. 
В 1921 році «Вікторія» відмінила дискваліфікацію і Ярослав повернувся до Жижкова. Нападник віддячив своїй команді високою результативністю — забив за рік 71 гол (за іншими даними 72 голи в 44 матчах). З колишніх партнерів у клубі залишались Карел Стейнер і Ярослав Мисік. В чемпіонаті Середньої Чехії «Вікторія» посіла четверте місце і вийшла у фінал Середньочеського кубка. Але сам фінальний поєдинок (в якому «Вікторія» несподівано перемогла «Спарту» з рахунком 3:0) був перенесений і відбувся в 1922 році, коли Прокоп, ймовірно, вже залишив команду. Всього в складі «Вікторії» Ярослав Копейтко зіграв 232 матчі і забив 380 голів.
Чи не найвідоміший свій матч Прокоп зіграв в грудні 1921 року за «Спарту». Чеський чемпіон мав зіграти ряд товариських матчів в Іспанії, зокрема, й з «Барселоною». З подачі журналістів, матчі проти каталонців розглядались ледь не визначенням найкращої команди Європи. За «Спарту» не міг зіграти один з лідерів — центральний нападник Вацлав Пілат, виникли проблеми з поїздкою й у Йозефа Шроубека. На заміну їм клуб запросив Ярослава Прокопа. 25 грудня 65 000 каталонських глядачів стали свідками матчу, в якому «Спарта» здобула перемогу з рахунком 3:2, а два голи у ворота вже знаменитого, хоча ще досить молодого, Рікардо Самори забив Прокоп. Незважаючи на те, що на наступний день втомлена чеська команда програла оновленому складу «Барселони» 0:2, перемога в першій грі стала піком слави «Залізної Спарти».
Завершував кар'єру в клубах «Малостранський СК» і «Уніон» (Жижков). В останній команді виконував роль тренера.

## Виступи за збірні
В офіційних матчах за збірні Богемії чи Чехословаччини Прокоп не грав, адже в роки його виступів такі матчі майже не проводились. Тим не менше, в країні регулярно відбувались ігри між збірними регіонів, між збірними міст, міжнародні товариські матчі. Згадки про окремі з таких поєдинків наведені нижче.
В квітні 1913 року збірна Чехії, основу якої складали гравці «Вікторії», перемогла збірну Моравії з рахунком 7:0. Чотири голи забив Прокоп, також відзначались його клубні партнери Мисік (двічі) і Стейнц.
В 1914 році шість гравців «Вікторії», серед яких і Копейтко-Прокоп, були запрошені в збірну Богемії (Чехії) для матчів проти збірної Німецького союзу Чехії. Обидва поєдинки Богемія виграла — 3:0 в Празі і 2:0 в Тепліце.
В 1917 році грав за збірну Богемії в квітневому поєдинку проти збірної Нижної Австрії, що завершився нічиєю 2:2. Також виступав за збірну Праги. Зокрема, забив три голи в матчі проти СК «Оломоуц» (10:0), сім разів відзначився у воротах збірної Моравії (14:1), забив один гол у ворота збірної міста Кладно (4:1). 
У період виступів за «Тепліцер» запрошувався в збірну Німецької Чехії. Зокрема, у вересні 1919 року грав у поєдинку проти збірної Австрії-Б. Матч відбувся в Тепліце і завершився перемогою австрійців 1:2 (гол у господарів забив Кожелуг).
У грудні 1921 року Прокоп забив два голи за збірну Праги у ворота збірної Пльзені (5:2).

## Титули і досягнення
- Володар Кубка милосердя:

«Вікторія»: 1913, 1914, 1916
- Володар кубка Середньої Чехії:

«Вікторія»: 1921